# Gunungiella parang
Gunungiella parang är en nattsländeart som beskrevs av Huisman 1993. Gunungiella parang ingår i släktet Gunungiella och familjen stengömmenattsländor. Inga underarter finns listade i Catalogue of Life.